# István Péter
István Péter (ur. 1956, zm. w grudniu 2023) – węgierski zapaśnik walczący w stylu klasycznym.
Srebrny medalista mistrzostw świata w 1982; czwarty w 1983. Czwarty na mistrzostwach Europy w 1982; piąty w 1983. Trzeci w Pucharze Świata w 1982 roku.